# Джим Грюнвальд
Джеймс Метью «Джим» Грюнвальд (англ. James Matthew «Jim» Gruenwald; нар. 9 червня 1970, Мілвокі, штат Вісконсин) — американський борець греко-римського стилю, дворазовий чемпіон та триразовий срібний призер Панамериканських чемпіонатів, бронзовий призер Панамериканських ігор, володар та бронзовий призер Кубків світу, учасник двох Олімпійських ігор.

## Життєпис
Джим Грюнвальд народився в 1970 році в сім'ї Дайяни Хайзе та Гері Грюнвальда. Боротьбою почав займатися з 1982 року. З 1984 по 1988 рік він виступав в середній школі Гріндейла. У своїх чотирьох поїздках на Чемпіонат штату Вісконсін класу А він виграв титул чемпіона штату у 1987 році та був віцечемпіоном у 1986 і 1988 роках. За заохочення матері Джим відвідував і займався боротьбою в Баптистському Біблійному коледжі Мараната. Його тренер у коледжі та християнський наставник, олімпійський чемпіон 1972 року Бен Петерсон, тренував його та привів до трьох титулів Національної спортивної асоціації християнського коледжу в 1989, 1991 та 1992 роках.
Виступав за борцівський клуб «Sunkist Kids» зі Скоттсдейла — передмістя Фінікса. Тренери — Анатолій Петросян, Момир Петкович. Протягом дванадцяти років тренувань Джима в Колорадо-Спрінгс він здобув 30 медалей у різних міжнародних турнірах. Триразовий чемпіон США, Грюнвальд завершив свою змагальну кар'єру в 2008 році як національний чемпіон. Він також виграв титули в 2003 і 2004 роках.
Грюнвальд закінчив Баптистський біблійний коледж Maranatha 1994 року, здобувши ступінь бакалавра середньої математичної освіти в 1994 році. Під час перебування Джима в Колорадо-Спрінгс він викладав алгебру, геометрію, тригонометрію, числення, фізику та Біблію в баптистській середній школі Hilltop.
У 2005 році Американська федерація боротьби звернулася до Джима з пропозицією стати тренером в Маркетті, штат Мічиган, у Центрі олімпійської підготовки Сполучених Штатів. Джим прийняв цю посаду в серпні 2005 року.
У Джима та його дружини Рейчел семеро дітей: син Адін і шість дочок — Арвін, Ава, Осінь, Алейс, Ешлі та Ембер.

## Спортивні результати на міжнародних змаганнях

### Виступи на Олімпіадах
| Змагання                    | Збірна | Вагова категорія                 | Місце |
| --------------------------- | ------ | -------------------------------- | ----- |
| Літні Олімпійські ігри 2000 | США    | греко-римська боротьба, до 58 кг | 6     |
| Літні Олімпійські ігри 2004 | США    | греко-римська боротьба, до 60 кг | 10    |

### Виступи на Чемпіонатах світу
| Змагання                        | Збірна | Вагова категорія                 | Місце |
| ------------------------------- | ------ | -------------------------------- | ----- |
| Чемпіонат світу з боротьби 2001 | США    | греко-римська боротьба, до 58 кг | 10    |
| Чемпіонат світу з боротьби 2002 | США    | греко-римська боротьба, до 60 кг | 8     |
| Чемпіонат світу з боротьби 2003 | США    | греко-римська боротьба, до 60 кг | 4     |

### Виступи на Панамериканських чемпіонатах
| Змагання                                   | Збірна | Вагова категорія                 | Місце  |
| ------------------------------------------ | ------ | -------------------------------- | ------ |
| Панамериканський чемпіонат з боротьби 1997 | США    | греко-римська боротьба, до 58 кг | Срібло |
| Панамериканський чемпіонат з боротьби 1998 | США    | греко-римська боротьба, до 58 кг | Золото |
| Панамериканський чемпіонат з боротьби 2001 | США    | греко-римська боротьба, до 58 кг | Срібло |
| Панамериканський чемпіонат з боротьби 2002 | США    | греко-римська боротьба, до 60 кг | Срібло |
| Панамериканський чемпіонат з боротьби 2003 | США    | греко-римська боротьба, до 60 кг | Золото |

### Виступи на Панамериканських іграх
| Змагання                  | Збірна | Вагова категорія                 | Місце  |
| ------------------------- | ------ | -------------------------------- | ------ |
| Панамериканські ігри 2003 | США    | греко-римська боротьба, до 60 кг | Бронза |

### Виступи на Кубках світу
| Змагання                    | Збірна | Вагова категорія                 | Місце  |
| --------------------------- | ------ | -------------------------------- | ------ |
| Кубок світу з боротьби 1996 | США    | греко-римська боротьба, до 62 кг | 4      |
| Кубок світу з боротьби 2001 | США    | греко-римська боротьба, до 58 кг | Бронза |
| Кубок світу з боротьби 2002 | США    | греко-римська боротьба, до 60 кг | Золото |

### Виступи на інших змаганнях
| Змагання                                                             | Збірна | Вагова категорія                 | Місце  |
| -------------------------------------------------------------------- | ------ | -------------------------------- | ------ |
| Міжнародний меморіал Дейва Шульца 1999                               | США    | греко-римська боротьба, до 58 кг | Золото |
| Олімпійський кваліфікаційний турнір з боротьби 2000 (Фаенца)         | США    | греко-римська боротьба, до 63 кг | Бронза |
| Олімпійський кваліфікаційний турнір з боротьби 2000 (Клермон-Ферран) | США    | греко-римська боротьба, до 58 кг | Бронза |
| Олімпійський кваліфікаційний турнір з боротьби 2000 (Ташкент)        | США    | греко-римська боротьба, до 58 кг | 9      |
| Олімпійський кваліфікаційний турнір з боротьби 2000 (Александрія)    | США    | греко-римська боротьба, до 58 кг | Золото |
| Міжнародний меморіал Дейва Шульца 2002                               | США    | греко-римська боротьба, до 60 кг | Золото |
| Міжнародний меморіал Дейва Шульца 2003                               | США    | греко-римська боротьба, до 60 кг | Срібло |